# Mănăstirea Ciocanu
Mănăstirea Ciocanu este o mănăstire din România situată în comuna Bughea de Jos, județul Argeș.
 Acest articol despre o mănăstire din România este deocamdată un ciot. Puteți ajuta Wikipedia prin completarea lui !